# Лурос
Лурос (на гръцки: Λούρος) е река в Епир, историческа Чамерия или Теспротия.
Извира край село Вуляста, Янинско, и се влива от север през блатата в Амбракийския залив. Пълноводна пред пролетта, тя тече от север на юг, преминавайки през един каньон. 
На реката има изграден язовир и ВЕЦ. Навлизайки в амбракийската низина, вдясно по течението ѝ е едноименното село и бивш дем Лурос – до административната реформа в Гърция от 2011 г.